# Col·legi de l'Art Major de la Seda de Barcelona
El Col·legi de l'Art Major de la Seda de Barcelona (CAMS) és una entitat constituïda a Barcelona el mes de juliol de 1834, com a fusió dels antics Gremi de Velers, fundat el 24 de novembre de 1533, i Gremi de Velluters, fundat el 22 de novembre de 1547, i a la que l'any 1929 també s'hi va incorporar el Gremi de Perxers. Té la seu a la Casa del Gremi de Velers, construïda entre 1758 i 1763.

## Història

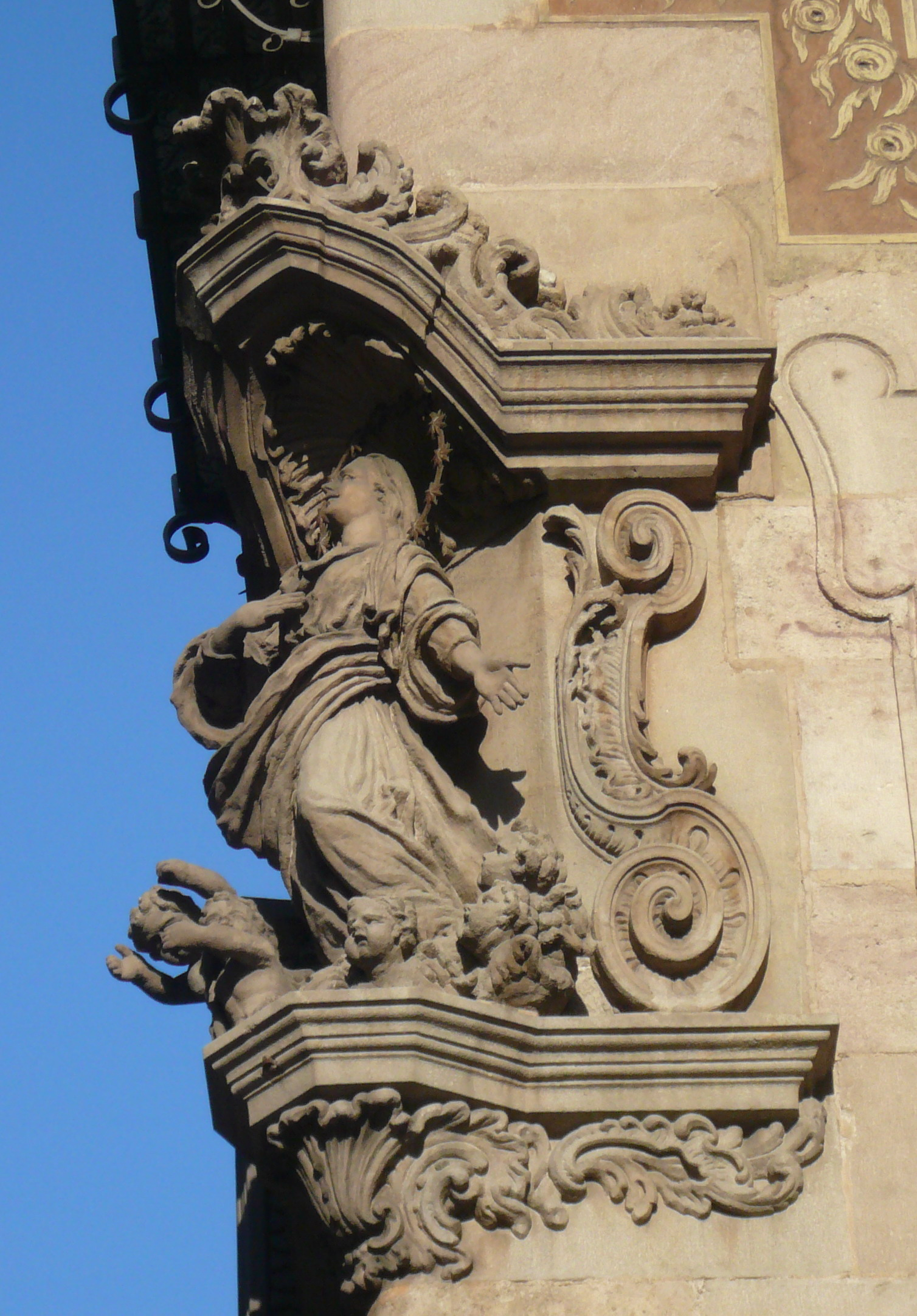
Imatge de la Verge dels Àngels, patrona del gremi, obra de l'escultor Joan Enrich

Els orígens de l'entitat es remunten a l'any 1200, quan una disposició de Pere II d'Aragó menciona al Gremi de Velers. Tot hi haver activitat tèxtil sedera durant els segles xiii i xiv, els professionals seders mai es van organitzar com a gremi ni formaren part de les institucions de Barcelona, ja que la majoria d'ells formaven part de la comunitat jueva de la ciutat. L'any 1533 Carles I promulgà les ordenances de la Confraria de Teixidors de Vels de Seda, sota l'advocació de la Mare de Déu dels Àngels, que van ser aprovades per les Corts de Montsó el 24 de novembre de 1533. Aquestes ordenances van ser un ordenament de la normativa laboral, comercial i de govern dels membres del gremi. L'original es conserva a la seu del Col·legi.

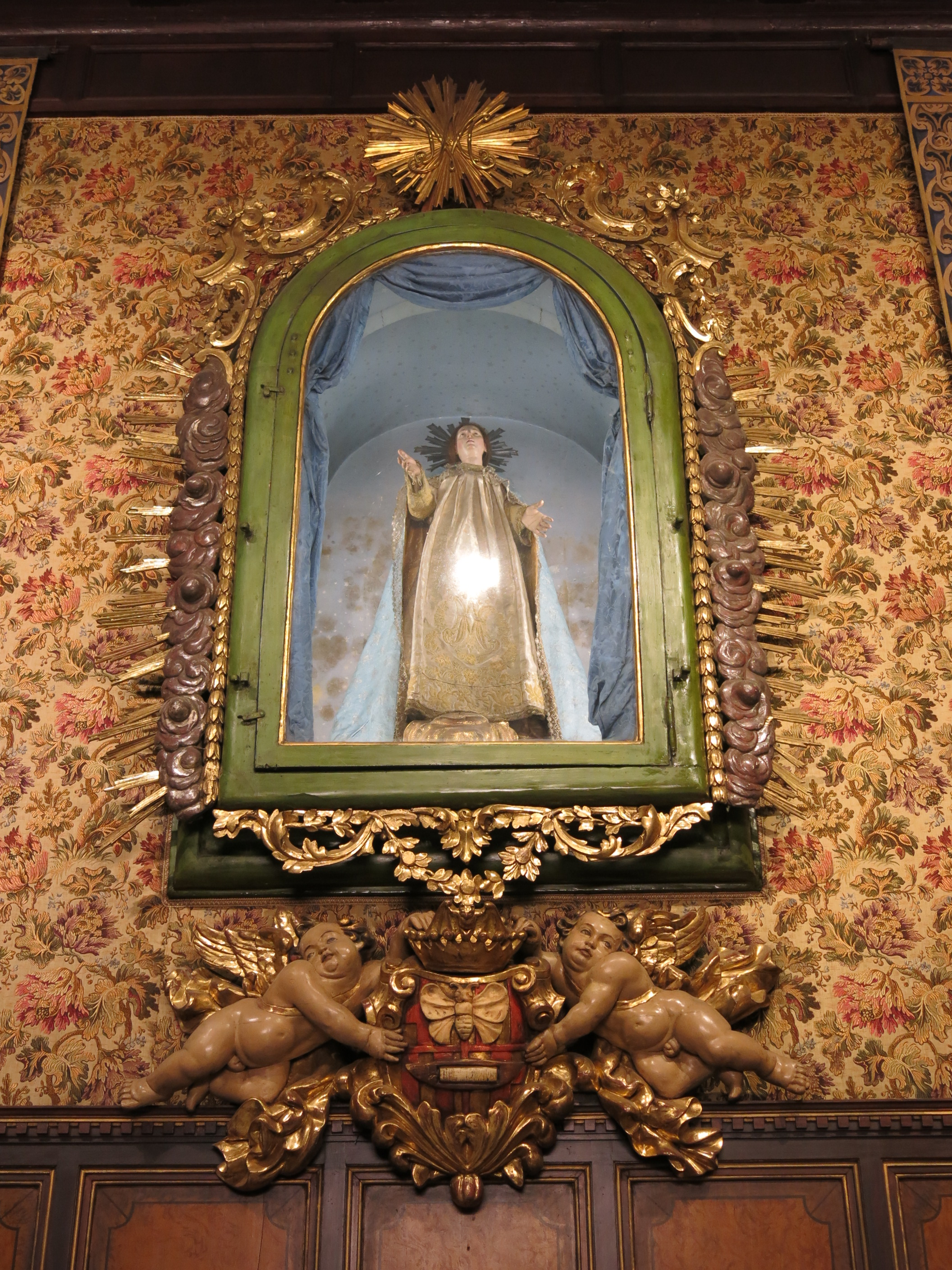
Marededeu i escut del Col·legi de l'Art Major de la Seda a la sala de juntes de la casa del Gremi de Velers

A finals del segle xvi i principis del xvii aquests gremis van assolir la seva plenitud, i els seus prohoms ocuparen llocs rellevants en el govern de la ciutat. El 13 de juliol de 1599 Felip III concedí als citats gremis el privilegi d'ocupar dos llocs de consellers al Consell de Cent de la ciutat.
El 1757 s'acordà construir un edifici social i s'adquiriren dues cases i un casalot al carrer de la Claveguera de Jonqueres en la cantonada amb el carrer Alt de Sant Pere, en l'actual Via Laietana. Allà es va construir entre 1758 i 1763 la Casa del Gremi de Velers, actual seu del Col·legi, sota la direcció i projecte de Joan Garrido. A la cantonada de l'edifici s'ubicà una imatge de la Mare de Déu dels Àngels, obra de l'escultor Joan Enrich. La seu i el saló gremial han acollit múltiples actes, incloent gal·les, congressos, lliuraments de premis, assemblees del Consejo Intertextil Español i d'AENOR, conferències i reunions de caràcter tècnic, econòmic, social i cultural, seminaris i cursets de formació, desfilades de moda, presentacions de tendències i sessions solemnes de la Reial Acadèmia de Doctors, entre d'altres.
Entre 1887 i 1892 el seu president va ser el mestre veler Benet Malvehí i Piqué. Pel seu historial i col·laboració en manifestacions de rellevant caire ciutadà, l'entitat va rebre la Medalla d'Or de la Ciutat de Barcelona. A l'etapa de 1939 a 1975 el Col·legi va actuar amb prudència per quedar al marge del sindicat vertical i mantenir la seva independència.
Els nous estatuts, aprovats el 1998 i modificats el 2002, van recuperar per a les empreses sederes l'esperit obert i acollidor dels antics gremis, imprimint alhora un aire de modernitat.

## Fons documental
El fons documental del Col·legi de l'Art Major de la Seda de Barcelona va ingressar a l'Arxiu Històric de la Ciutat de Barcelona (AHCB) el mes de novembre de 2012, com a resultat de la cessió en comodat i per voluntat del CAMS. El fons està identificat com a fons privat i dins d'aquest grup com a fons d'entitat, i inclou documents del Col·legi de l'Art Major de la Seda, del Gremi de Velers, del Gremi de Velluters i del Gremi de Perxers.